# 55丁目駅 (BMTウェスト・エンド線)
55丁目駅（55ちょうめえき、英語: 55th Street）はニューヨーク市地下鉄BMTウェスト・エンド線の駅で、ブルックリン区ボロー・パークの55丁目-13番街交差点にある。終日D系統が停車する。

## 駅構造
| P ホーム階 | 相対式ホーム、右側ドアが開く | 相対式ホーム、右側ドアが開く                                       |
| P ホーム階 | 北行緩行線                   | ← ノーウッド-205丁目駅行き（50丁目駅）                             |
| P ホーム階 | 混雑方向 急行線              | → 定期列車なし                                                     |
| P ホーム階 | 南行緩行線                   | → コニー・アイランド-スティルウェル・アベニュー駅行き（62丁目駅）→ |
| P ホーム階 | 相対式ホーム、右側ドアが開く |                                                                    |
| M          | 改札階                       | 改札口、駅員詰所、メトロカード自動券売機                           |
| G          | 地上階                       | 出入口                                                             |

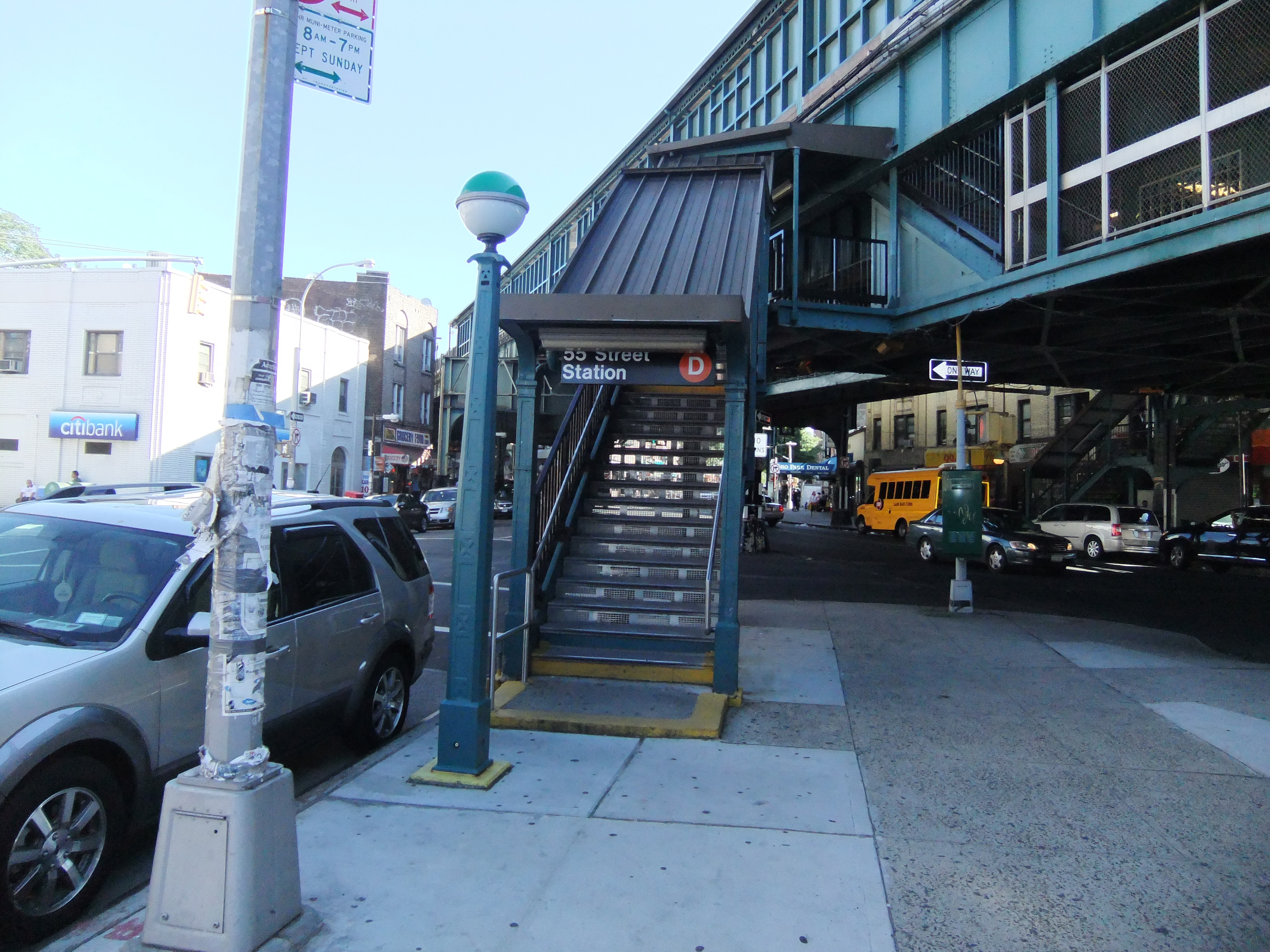
南西側階段

55丁目駅は相対式ホーム2面3線の高架駅で、1916年6月24日に開業した。中央の急行線は普段使われていない。ホームにはベージュの風防と茶色の屋根が設けられ、緑色のフレームと支柱がそれを支えている。駅名標はニューヨーク市地下鉄で標準の黒地に白でレタリングを施したものである。
メトロポリタン・トランスポーテーション・オーソリティの2005年-2009年投資計画では55丁目駅の改装が盛り込まれていた。メザニンには四角い窓が設けられ、通りに降りる階段とホームに上がる階段の間には鎖で仕切りが設けられた。

### 出入口
駅のエントランスは線路下の高架駅舎にある。通りから上がる階段が3つあり、55丁目 - ニュー・ユトレヒト・アベニュー交差点の北東角・南東角・南西角から駅舎に上がることができる。駅舎の中にはトークン・ブースと自動改札機があり、中央に各ホームに上がる階段が設けられている。改札内に待合所があり、両方向に自由に乗り換えることができる。